# Alex Tanguay
Alexandre Tanguay, född 21 november 1979, är en kanadensisk före detta professionell ishockeyspelare som spelade för NHL-lagen Montreal Canadiens, Tampa Bay Lightning, Calgary Flames, Colorado Avalanche och Arizona Coyotes.

## Spelarkarriär
Tanguay debuterade i NHL med Colorado Avalanche säsongen 1999–00. Under 76 spelade matcher gjorde han 51 poäng. Den följande säsongen ökade hans poängskörd ytterligare, han gjorde 77 poäng, varav 27 mål, på 82 matcher med Avalanche. Tanguay vann också Stanley Cup en gång, med Colorado Avalanche säsongen 2000–01.
Efter totalt sex säsonger i Avalanche blev Tanguay bortbytt till Calgary Flames sommaren 2006. I utbyte fick Avalanche Jordan Leopold, ett andrarundsval i draften och ett villkorsbundet draftval under antingen 2007 eller 2008. 
I Flames gjorde Tanguay sin hittills bästa grundsäsong poängmässigt, med 81 poäng på 81 matcher. Hans andra säsong i laget gjorde han dock bara 58 poäng på 78 matcher, vilket föranledde Flames att byta bort honom i samband med NHL-draften i juni 2008. Tanguay gick till Montreal Canadiens tillsammans med ett femterundsval, medan Flames fick Canadiens förstaval och ett andraval i draften 2009. 
Sommaren 2010 återvände han till Calgary Flames då han skrev ett ett-årskontrakt med klubben.
27 juni 2013 blev Tanguay trejdad tillsammans med Cory Sarich till Colorado Avalanche i utbyte mot David Jones samt Shane O'Brien.
29 februari 2016 trejdades Tanguay återigen, denna gång till Arizona Coyotes.
16 februari meddelade Tanguay att han avslutar sin NHL-karriär.

## Statistik

### Klubbkarriär
| 1996–97    | Halifax Mooseheads  | QMJHL      | 70   | 27  | 41  | 68  | 50  | 12 | 4  | 8  | 12 | 8  |
| 1997–98    | Halifax Mooseheads  | QMJHL      | 51   | 47  | 38  | 85  | 32  | 5  | 7  | 6  | 13 | 4  |
| 1998–99    | Halifax Mooseheads  | QMJHL      | 31   | 27  | 34  | 61  | 30  | 5  | 1  | 2  | 3  | 2  |
| 1998–99    | Hershey Bears       | AHL        | 5    | 1   | 2   | 3   | 2   | 5  | 0  | 2  | 2  | 0  |
| 1999–00    | Colorado Avalanche  | NHL        | 76   | 17  | 34  | 51  | 22  | 17 | 2  | 1  | 3  | 2  |
| 2000–01    | Colorado Avalanche  | NHL        | 82   | 27  | 50  | 77  | 37  | 23 | 6  | 15 | 21 | 8  |
| 2001–02    | Colorado Avalanche  | NHL        | 70   | 13  | 35  | 48  | 36  | 19 | 5  | 8  | 13 | 0  |
| 2002–03    | Colorado Avalanche  | NHL        | 82   | 26  | 41  | 67  | 36  | 7  | 1  | 2  | 3  | 4  |
| 2003–04    | Colorado Avalanche  | NHL        | 69   | 25  | 54  | 79  | 42  | 8  | 2  | 2  | 4  | 2  |
| 2004–05    | HC Lugano           | NLA        | 6    | 3   | 3   | 6   | 4   | —  | —  | —  | —  | —  |
| 2005–06    | Colorado Avalanche  | NHL        | 71   | 29  | 49  | 78  | 46  | 9  | 2  | 4  | 6  | 12 |
| 2006–07    | Calgary Flames      | NHL        | 81   | 22  | 59  | 81  | 44  | 6  | 1  | 3  | 4  | 8  |
| 2007–08    | Calgary Flames      | NHL        | 78   | 18  | 40  | 58  | 48  | 7  | 0  | 4  | 4  | 4  |
| 2008–09    | Montreal Canadiens  | NHL        | 50   | 16  | 25  | 41  | 34  | 2  | 0  | 1  | 1  | 2  |
| 2009-10    | Tampa Bay Lightning | NHL        | 80   | 10  | 27  | 37  | 32  | —  | —  | —  | —  | —  |
| 2010-11    | Calgary Flames      | NHL        | 79   | 22  | 47  | 69  | 24  | —  | —  | —  | —  | —  |
| 2011-12    | Calgary Flames      | NHL        | 64   | 13  | 36  | 49  | 28  | —  | —  | —  | —  | —  |
| 2012-13    | Calgary Flames      | NHL        | 40   | 11  | 16  | 27  | 22  | —  | —  | —  | —  | —  |
| 2013–14    | Colorado Avalanche  | NHL        | 16   | 4   | 7   | 11  | 4   | —  | —  | —  | —  | —  |
| 2014–15    | Colorado Avalanche  | NHL        | 80   | 22  | 33  | 55  | 40  | —  | —  | —  | —  | —  |
| 2015–16    | Colorado Avalanche  | NHL        | 52   | 4   | 18  | 22  | 24  | —  | —  | —  | —  | —  |
| 2015–16    | Arizona Coyotes     | NHL        | 18   | 4   | 9   | 13  | 8   | —  | —  | —  | —  | —  |
| NHL totalt | NHL totalt          | NHL totalt | 1088 | 283 | 580 | 863 | 527 | 98 | 19 | 40 | 59 | 42 |